# Gustavo Franchin Schiavolin
Gustavo Franchin Schiavolin, conosciuto semplicemente come Gustavo (Campinas, 19 febbraio 1982), è un ex calciatore brasiliano, di ruolo difensore.
Possiede il passaporto italiano.

## Caratteristiche tecniche
È un difensore forte fisicamente e veloce. Può essere schierato da centrale o da terzino destro. Ha un buon senso della posizione e vanta una grande esperienza.

## Carriera
Nato da una famiglia di emigranti italiani, alle doti fisiche unisce una buona tecnica. Inizia a giocare a calcio nel ruolo di difensore, per poi entrare a far parte del settore giovanile del Guarani.
Il diciannovenne Gustavo debutta nel calcio professionistico proprio con la maglia del Guarani nel 2001 e dopo sole due presenze riceve un'offerta dall'Europa: lo acquista il Levski Sofia, dove viene impiegato da titolare e, nel 2002, vince il campionato. Ingaggiato quindi dalla Dinamo Mosca, in Russia non si ambienta: totalizza solo otto presenze in una stagione non soddisfacente per la Dinamo, prima di tornare in Brasile.
Ad acquistarlo è il Goiás, dove Gustavo rimane per un breve periodo, prima di essere ingaggiato dal Ponte Preta. Qui colleziona 32 presenze e si afferma come un buon difensore. Le sue prestazioni gli fanno guadagnare l'interessamento del Clube de Regatas Brasil, che lo ha acquista nel 2005.
Dopo l'esperienza con il CRB si trasferisce al Paraná, squadra che sta costruendo una rosa competitiva per centrare l'obiettivo del campionato statale. Gustavo fornisce un notevole contributo per il successo del club nel Campionato Paranaense. Arriva dunque la grande chance, con il passaggio al Palmeiras, che lo rileva in prestito fino al febbraio 2009 (tramite il Desportivo Brasil) dalla Traffic, un'agenzia brasiliana che detiene i cartellini di molti giocatori. Titolare della formazione di Vanderlei Luxemburgo, vince l'edizione 2008 del Campionato Paulista. Esperto e dotato di ottimo senso della posizione, viene per questo preferito con continuità al giovane e promettente David, nato nel 1990. Schierato in campo 28 volte, realizza anche 2 gol.
Nel luglio 2010 il Lecce ne rileva il cartellino in prestito gratuito fino al 2011, con diritto di riscatto fissato tra i 700.000 e gli 800.000 euro.
Il 2 luglio 2011 il calciatore passa in prestito al Botafogo e il 18 gennaio 2012 si trasferisce alla Portuguesa.
Nel febbraio 2013 si accasa al Qingdao Jonoon nel massimo campionato cinese.

## Palmarès
- Campionato bulgaro di calcio: 1

Levski Sofia: 2002
- Campionato Paranaense: 1

Paraná: 2006
- Campionato paulista: 1

Palmeiras: 2008
- Campionato Mineiro: 1

Cruzeiro: 2009